# 銭場一浩
銭場 一浩（せんば かずひろ、1972年11月7日 - ）は、元社会人野球の選手、コーチ（投手）。

## 来歴
埼玉県出身。
伊奈学園総合高3年生の時に選抜高等学校野球大会に出場。
1991年、東洋大に進学し硬式野球部に所属。同学年のチームメイトに岡崎淳二（その後鷺宮製作所）がいる。大学入学後すぐに公式戦のマウンドを任され、91年春のリーグ戦では3年和田孝志投手らと東都大学リーグ1部優勝の原動力となり、MVPと最優秀投手賞を獲得。その後一時停滞期を迎えるが、順調な成長ぶりを見せる。リーグ通算50試合、15勝9敗、防御率2.29、175奪三振。
大学卒業時にプロの誘いがなく、東芝に入社。東芝でもすぐに公式戦のマウンドを踏むこととなる。1999年の第70回都市対抗野球大会では優勝を経験し、2001年の第28回社会人野球日本選手権大会では敢闘賞を受賞するなど、東芝の大黒柱として活躍を続けた。
サイドスローながら、直球は常時145km/h前後をマークし、鋭いシンカーやスライダーも併せ持つ本格派投手だった。打線の援護がなく惜しい所で敗戦投手となることもあったが、投手陣の軸として信頼が厚かった。東芝での主なチームメイトには須田喜照・高橋尚成・清水直行・戸部浩・香月良太・平馬淳・坪井智哉らがいる。
2006年シーズンをもって12年間の現役生活から引退した。
引退後は2008年まで東芝のコーチを務めた。

### 日本代表キャリア
- 第14回アジア大会（2002年）

## 主な表彰・タイトル
- 東都大学野球連盟最優秀選手賞、最優秀投手賞（1991年春）
- 第50回JABA九州大会最優秀選手賞（1996年）
- 第28回社会人野球日本選手権大会敢闘賞（2001年）